# بزيات
```
بَزَّيَّات
 أو
عثيات حرجية
 أو 
نيريات
 أو 
عثيات كزبرة الثعلب أو عث نبات مُسيكة
[
1
]
 (
الاسم العلمي
 Zygaenidae)، 
فصيلة
 
حشرات
 من 
العث
 
حرشفيات الأجنحة
.
أنواعها
 1000، أغلبها استوائية وهناك تمثيل جيد لها في المناطق المعتدلة. وتعرف أيضًا باسم 
عث الدخان
.
```

## روابط خارجية
- List of Zygaenidae Types, p. 8-11 (Museum Witt München).
- Moths and Butterflies of Europe and North Africa - Zygaenidae - lots of pictures of species
- Family Zygaenidae at Lepidoptera.pro
- Science News: Zygaenidae "make cyanide using the exact same cellular machinery as their host plants"
- Images of Zygaenidae species in New Zealand